# Ali Latifiyan
Ali Latifiyan (persan : علی لطیفیان ; né le 15 décembre 1968 à Téhéran) est un écrivain, chercheur, et politologue iranien. La plupart de ses théories et recherches sont dans le domaine des Lumières, de l'intellectualisme, du libéralisme et de la culture iranienne.

## Biographie
Ali Latifiyan nait le 15 décembre 1968 à Téhéran, en Iran. Son père, Mohammad Hossein Latifiyan, est un employé de l'université de Téhéran. Cela l'a amené à assister aux réunions de grands professeurs de l'université de Téhéran dans son enfance. Le grand-père de son père, Heydar Latifyan, est l'un des commandants pendant la Première Guerre mondiale, sur le théâtre du Moyen-Orient dans la campagne perse. Il obtient son diplôme dans le domaine des sciences naturelles du lycée de Fatemi (l'un des meilleurs lycées de Téhéran dans les années 1980). Cependant, en raison de son intérêt pour les sciences politiques, il poursuit ses études supérieures dans ce domaine. Il a pu obtenir sa maîtrise dans deux matières : sciences politiques et études islamiques. Il commence ensuite à enseigner l'histoire, la sociologie, etc. dans les collèges et les écoles iraniennes,.
Il publie de nombreux documents et articles. Une collection de ces œuvres est réunie dans une collection appelée Naghashi-Koodaki. La plupart de ses œuvres sont de courtes et belles histoires sur l'histoire de l'Iran. Son livre, intitulé Reviewing the Performance of Intellectuals from 1941 to 1979, enquête sur des intellectuels tels que Jalal Al-e-Ahmad, Abdolkarim Soroush, 'Alî Sharî'atî, Sadegh Hedayat, Mirzadeh Eshghi, Ahmad Chamlou et Mohammad Reza Pahlavi. Ce livre a été salué et encouragé par Abdolreza Hoshang Mahdavi, Hoshang Moqtader et Abdul Ali Bigdeli (certains des plus grands politologues iraniens).
Il épouse Poopak NikTalab (fille d'Ahmad NikTalab,) en 1999.